# 塞爾扣克 (紐約州)
塞爾扣克（英語：Selkirk）是位於美國紐約州奧爾巴尼縣的非建制地區。

## 歷史
塞爾扣克的郵局自1883年營運至今。

## 地理
塞爾扣克所處的海拔為高於海平面49米（即161英呎），而該地所採用的時區為UTC-5，即北美东部时区（EST）。同時該地設有夏令時間，為UTC-5調快一小時，即UTC-4（EDT）。